# The Punisher: The Ultimate Payback!
The Punisher: The Ultimate Payback! è un videogioco sparatutto a scorrimento sviluppato da Beam Software e pubblicato da Acclaim Entertainment per la console portatile Game Boy nel 1991. Si tratta della conversione di The Punisher, uscito per NES l'anno precedente, e come quest'ultimo si basa sul vigilante dei fumetti Marvel Frank Castle, noto anche come Punitore. Presenta diverse modifiche rispetto al titolo originale. Nel corso del primo livello di salvataggio degli ostaggi fa alcune apparizioni cameo Spider-Man mentre il boss finale è stato cambiato da Kingpin a Mosaico.

## Trama
Proprio come nella versione per NES, l'origine del Punitore è stata leggermente modificata da quella dei fumetti, nei giochi infatti è un ex detective della polizia invece di un marine americano. Il gioco segue Frank Castle dopo la morte di sua moglie e dei suoi figli per mano della mafia, dopodiché ha deciso di diventare un vigilante che dà la caccia e uccide ogni criminale che crede lo meriti.
Il gioco inizia con Spider-Man che dice al Punitore che un signore della droga si nasconde in un centro commerciale e che deve fermarlo. Così Frank Castle spara ai cattivi proteggendo gli innocenti. Prima dell'inizio di ogni nuova fase, apparirà Spider-Man per offrire consigli su come superare i livelli imminenti mentre nelle fasi di gioco vere e proprie offrirà il suo aiuto nel salvare gli ostaggi una volta che i loro rapitori sono stati uccisi.
Alla fine del gioco, quando Mosaico si rende conto che Punitore sta per ucciderlo, Castle dice: "La penitenza fa bene all'anima, ma la punizione fa bene ai colpevoli".

## Modalità di gioco
Il giocatore controlla Frank Castle (ovvero il Punitore) da una prospettiva in prima persona dove attraverso varie località di New York City, sparerà ai criminali e combatterà nemici come Hitman, il colonnello Kliegg, Sijo Kanaka e Assassin come boss. Il boss finale è Mosaico. I potenziamenti possono essere ottenuti sparandogli sullo schermo e possono fornire munizioni extra, un kit medico, del kevlar, una mitragliatrice, un bazooka o delle granate.

## Accoglienza
Sul sito di aggregazione di recensioni GameRankings, il gioco ha ottenuto un punteggio di 50.75%. La rivista Electronic Gaming Monthly ha criticato gli effetti sonori, definendoli molto fastidiosi, e ha espresso insoddisfazione per l'esperienza di giocare a uno sparatutto a scorrimento su uno schermo così piccolo. Tuttavia, ha elogiato la grafica, considerandola superiore alla media per la console, e ha trovato alcune caratteristiche interessanti. In conclusione, l'ha descritto come un "mediocre Operation Wolf in bianco e nero". La rivista Games-X ha riconosciuto che l'idea alla base del gioco era promettente, ma si è detta delusa da un gameplay troppo difficile da padroneggiare, con progressi ostacolati dalla perdita di vite in modo eccessivo. Nonostante ciò, ha suggerito di provarlo, sottolineando che ci sono titoli decisamente peggiori sul mercato. Secondo Gamble!, il gioco risultava addirittura più piatto del film del 1989. Ha descritto le sparatorie come senza senso e prive di ispirazione, mentre la grafica semplice contribuiva a renderlo un titolo poco interessante.